# Юрский музей Астурии
Юрский музей Астурии (исп. Museo del Jurásico de Asturias; MUJA) — палеонтологический музей в области Раса-де-Сан-Тельмо муниципалитета Колунга, Астурия, Испания. Расположен на горе Раса-де-Сан-Тельмо. Из музея видны, в частности, Бискайский залив, Сьерра-дель-Сьеве и Пикус-де-Европа.
Вначале на обладание музеем претендовал и муниципалитет Рибадеселья, но было решено построить его в Колунге, где в конце 1990 года и началось строительство. Открыт 31 марта 2004 года. В музей вложены инвестиции в размере 12 миллионов евро. Он принадлежит Астурийской сети общественных музеев. Цель музея состоит в том, чтобы показать факторы, влияющие на эволюцию жизни на Земле. Директор музея — Хосе Карлос Гарсиа Рамос из университета Овьедо.
Экспозиции и коллекции музея охватывают все три периода мезозойской эры (триасовый, юрский и меловой), а также предыдущие и последующие периоды. Коридоры содержат более 20 моделей динозавров. В залах выставлена богатая коллекция отпечатков и окаменелостей, найденных на астурийском побережье в ходе десяти палеонтологических экспедиций. Её называют «самая полная и информативная представительная коллекция динозавров в мире».

## География

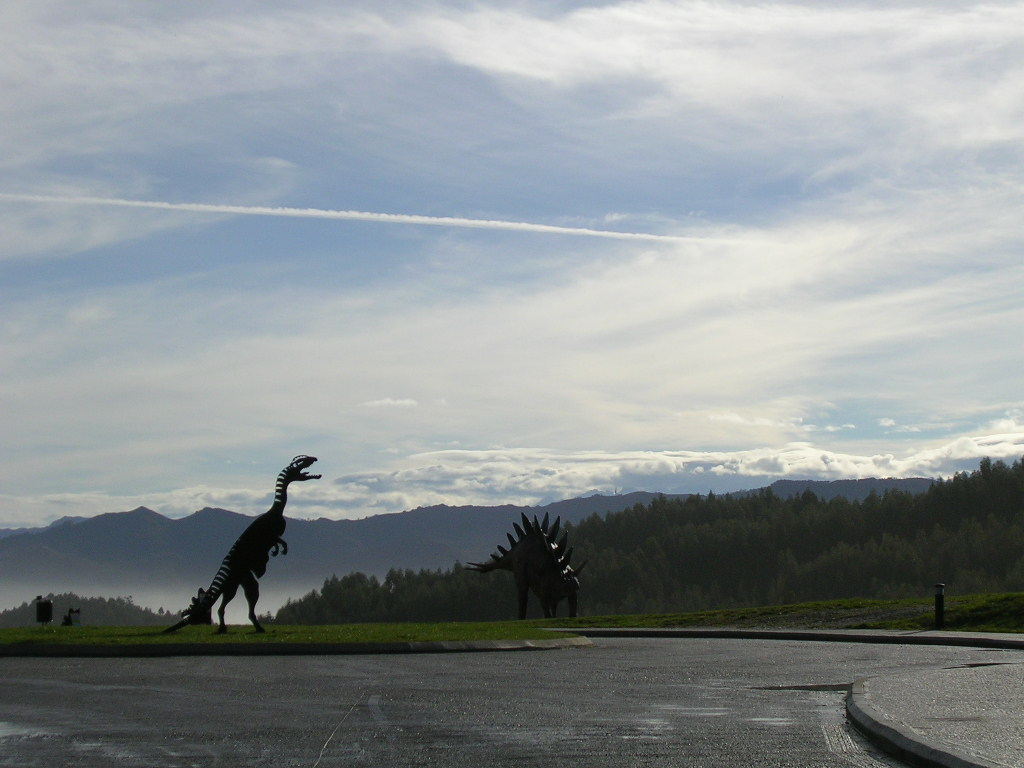
Модели динозавров на территории музея

Музей расположен недалеко от побережья Кантабрии и порта Ластрес. Он граничит с Сьерра-дель-Сьеве на юге и Пикус де-Европа на востоке. Музей находится на магистрали AS-257 к Ластресу.

## Архитектура
Здание музея имеет много своеобразных особенностей — в частности, крыша выполнена в виде отпечатка следа динозавра. Само здание имеет форму гигантского трёхпалого следа динозавра. Конструкция крыши выполнена из клееного бруса и фанеры. В перекрытии крыши использованы листы меди, которые меняют свой оттенок с течением времени. Автором проекта здания является архитектор Руфино Урибеларреа.
Экспозиция отражает принятое деление мезозойского периода на мел, юру и триас. На первом этаже есть временный выставочный зал, приёмная, комната администрации, а также библиотека и лаборатория. Зоны обслуживания включают магазин, сад, кафе и детские площадки.

## Коллекция
Музей разделён на четыре секции. Первая содержит 150 ископаемых следов, найденных на побережье, вторая имеет 200 скелетов динозавров, крокодилов, рыб и черепах, третья содержит 103 ископаемых растения и одиннадцать фрагментов ствола дерева, а последний — около 6000 беспозвоночных ископаемых. Некоторые модели озвучены, например: тираннозавры, гиганотозавр, дейноних.
Триасовый зал

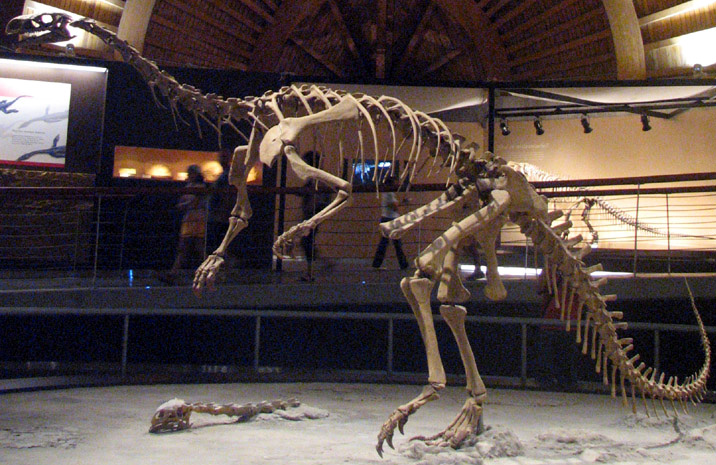
Скелет платеозавра

В триасовом зале есть экспонаты динозавров, обитавших в триасе (с 251 до 200 миллионов лет назад). Также показаны гастролиты, копролиты (окаменелый навоз), яйца и гнёзда. Скелет платеозавра — самый крупный в этом зале.
Юрский зал
Юрский зал «описывает» второй период мезозойской эры (от 200 до 145 миллионов лет назад), который считается периодом расцвета динозавров. Имеет модели зауроподов. На дисплее отображается информация об анатомических особенностях, таким как вес, система кровообращения и относительный размер черепа.
Домезозойский зал
В домезозойском зале экспонаты относятся ко времени от образования Земли (4500 миллионов лет назад) до конца палеозойской эры. Также описывается массовое пермское вымирание — исчезновение около 95 процентов фауны к концу Пермского периода.
Меловой зал

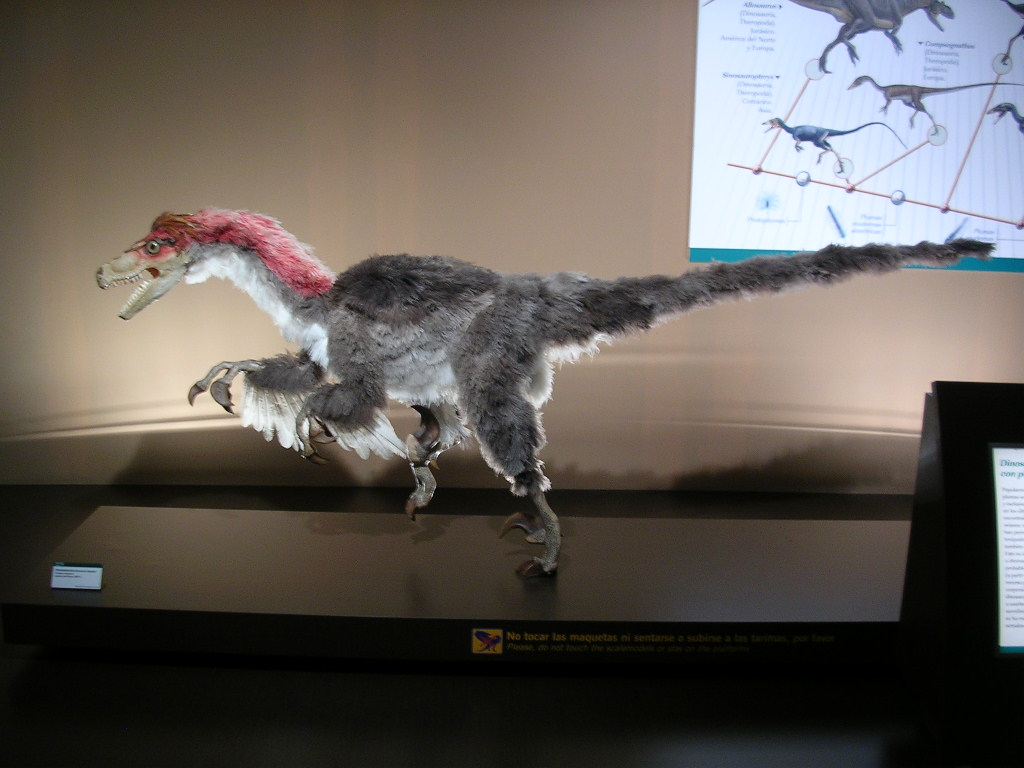
Модель велоцираптора

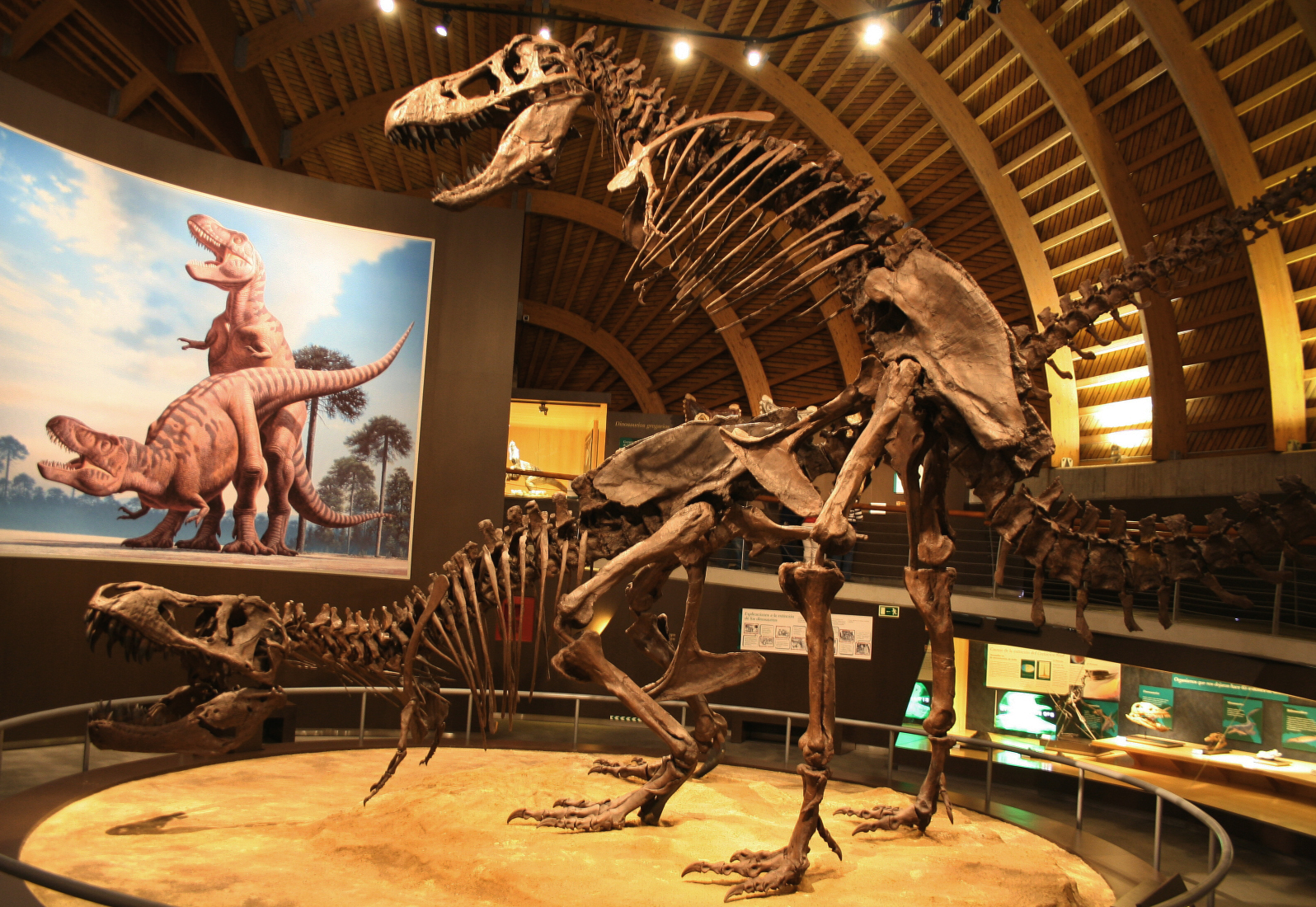
Сцена спаривания тираннозавров

В меловом зале представлен последний период мезозоя (от 142 до 65 миллионов лет назад). Описаны биологические и социальные особенности поведения динозавров, причины их вымирания в конце мелового периода, что часто объясняют падением метеорита, извержениями вулканов и интенсивными географическими и климатическими изменениями. Также описана эволюция птиц. Представлены археоптерикс (доисторическая птица) и динозавры-дромеозавриды, такие как дейноних, велоцираптор и дромеозавр. Есть и тираннозавр. Также в музее представлена ранняя кайнозойская фауна.
Временные выставки
В подвале музея площадью 300 м² проводятся временные выставки на различные темы.

## Публикации
Музей выпускает карманный путеводитель, рекламные брошюры и другие издания.